# Ixos
Az Ixos a madarak (Aves) osztályának verébalakúak (Passeriformes) rendjébe és a bülbülfélék (Pycnonotidae) családjába tartozó nem.

## Rendszerezésük
A nemet Coenraad Jacob Temminck holland zoológus írta le 1825-ben, jelenleg az alábbi fajokat sorolják ide:
- nikobári bülbül (Ixos nicobariensis)
- zöldszárnyú bülbül (Ixos mcclellandii)
- tüskésmellű bülbül (Ixos malaccensis)
- szumátrai bülbül (Ixos virescens)

## Előfordulásuk
Dél- és Délkelet-Ázsiában honosak. Természetes élőhelyei a szubtrópusi vagy trópusi erdők és cserjések. Állandó, nem vonuló fajok.

## Megjelenésük
Testhosszuk 20-23 centiméter körüli.